# Langchuan (sockenhuvudort i Kina, Zhejiang Sheng, lat 29,50, long 118,59)
Langchuan (kinesiska: 浪川, 浪川乡) är en sockenhuvudort i Kina. Den ligger i provinsen Zhejiang, i den östra delen av landet, omkring 170 kilometer sydväst om provinshuvudstaden Hangzhou. Antalet invånare är 10 941. Befolkningen består av 5 658 kvinnor och 5 283 män. Barn under 15 år utgör 17,0 %, vuxna 15-64 år 63 %, och äldre över 65 år 19,0 %.
Runt Langchuan är det ganska tätbefolkat, med 75 invånare per kvadratkilometer. Närmaste större samhälle är Yangqitan, 8,5 km sydväst om Langchuan. I omgivningarna runt Langchuan växer i huvudsak blandskog.
Genomsnittlig årsnederbörd är 2 495 millimeter. Den regnigaste månaden är juni, med i genomsnitt 499 mm nederbörd, och den torraste är oktober, med 55 mm nederbörd.